# Арнебург
Арнебург (нем. Arneburg) — город в Германии, в земле Саксония-Анхальт. 
Входит в состав района Штендаль. Подчиняется управлению Арнебург-Гольдбек.  Население составляет 1643 человека (на 31 декабря 2010 года). Занимает площадь 26,45 км². Официальный код  —  15 3 63 002.